# Naganeupseong
Naganeupseong es un castillo de Corea en Nagan-myeon, Suncheon, Jeolla del Sur, Corea del Sur.

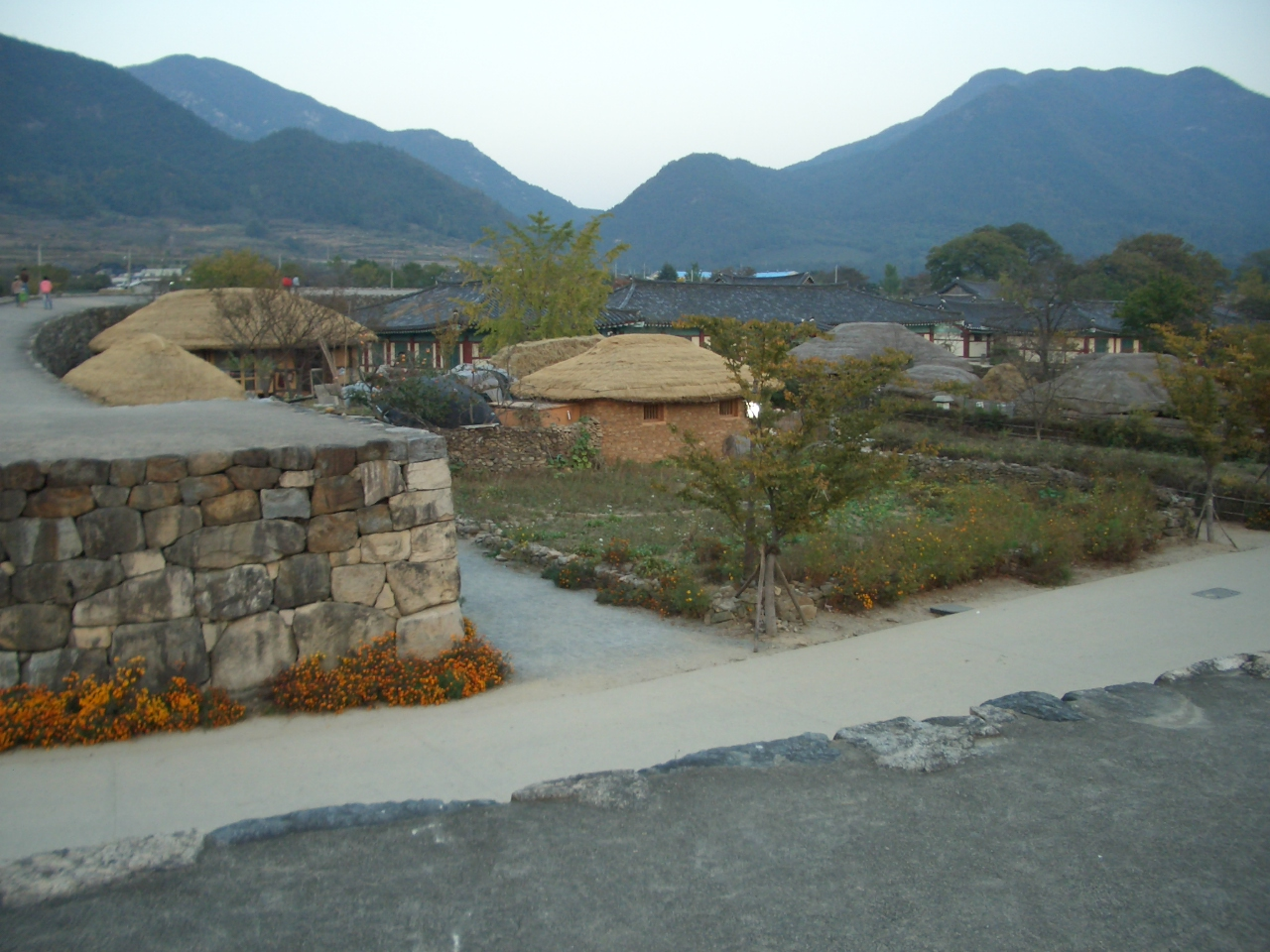
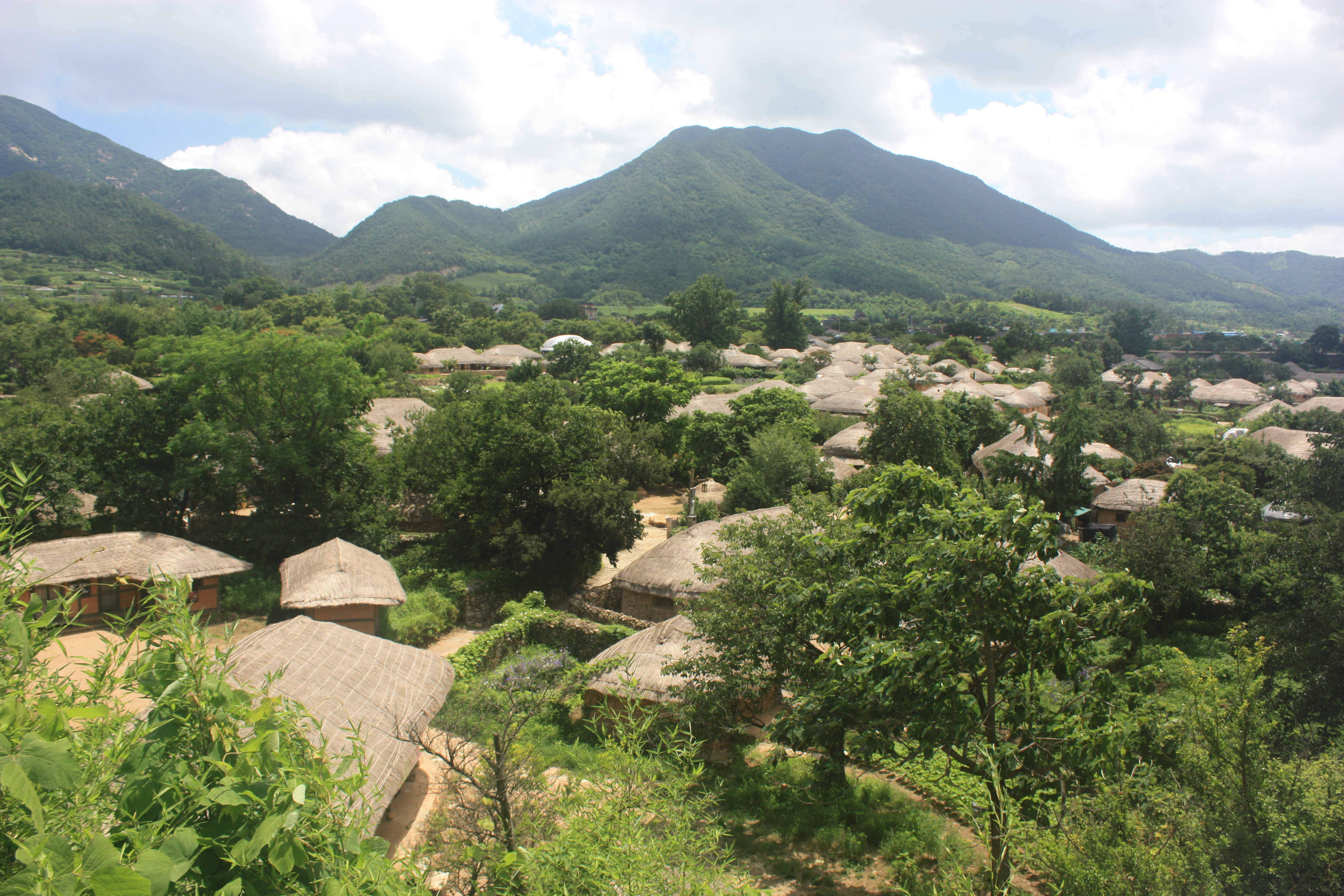
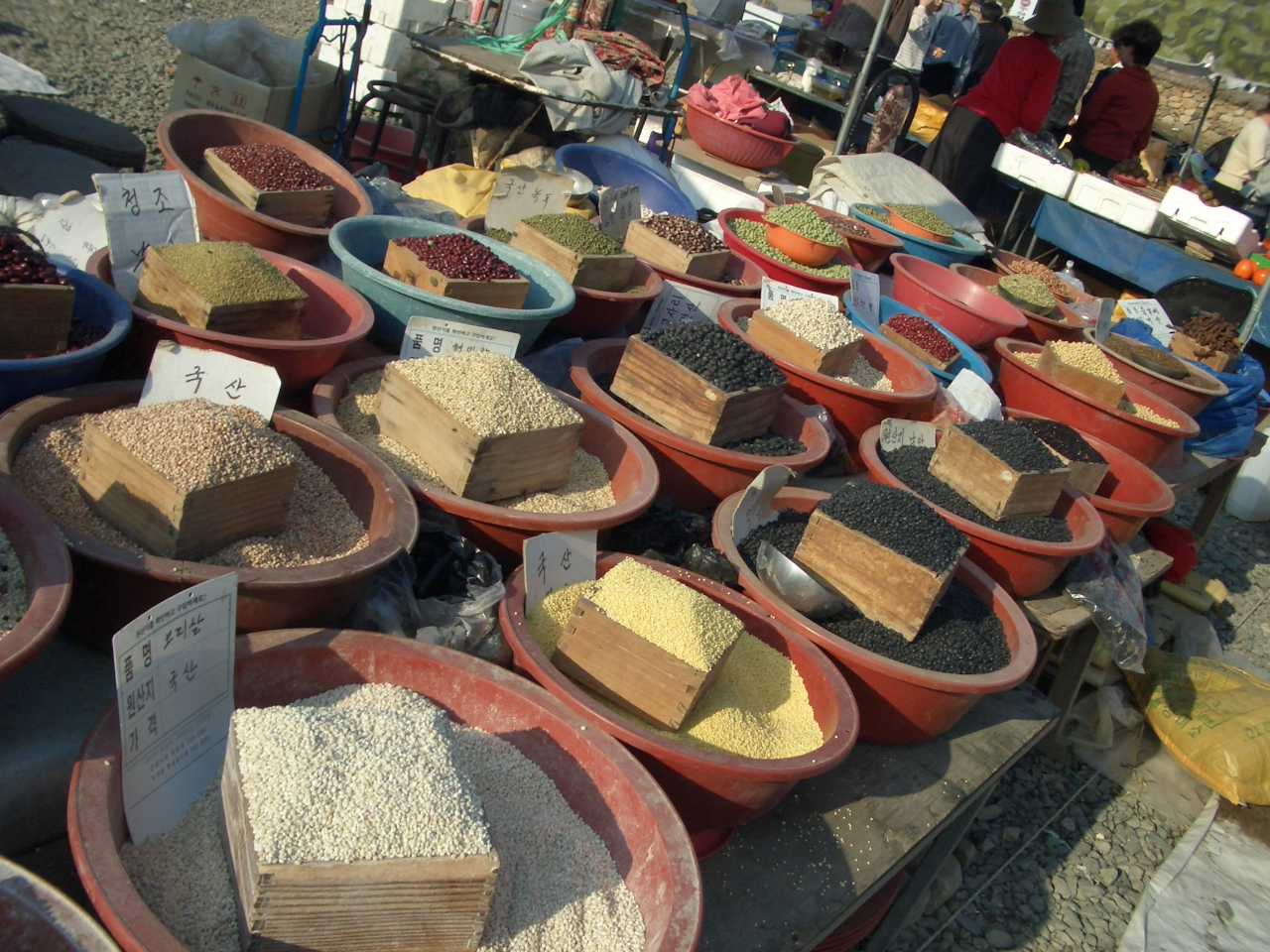

- Wikimedia Commons alberga una categoría multimedia sobre Naganeupseong.